# Giberå
Giberå är ett vattendrag i Danmark.   Det ligger i Århus kommun i Region Mittjylland, Ån börjar strax väster om Mårslet och mynner ut i Kattegatt cirka 8 kilometer söder om Århus.